# Сейсенбаев, Роллан Шакенович
Роллан Шакенович Сейсенбаев (каз. Роллан Шакенұлы Сейсенбаев; род. 11 октября 1946 Семипалатинск, Семипалатинская область, Казахская ССР, СССР) — казахский писатель, драматург, переводчик, издатель, общественно-политический деятель Казахстана. Создатель Дома Абая в Лондоне (1995), «Международного клуба Абая» (2000) и межнационального литературного журнала «Аманат».

## Биография
Родился 11 октября 1946 года в Семипалатинске. Окончил школу в 1964 году и поступил в Казахский политехнический институт (Алма-Ата) на факультет геофизики, через год перевёлся в Семипалатинский технологический институт. Он — первый командир Семипалатинского областного студенческого строительного отряда. Неоднократный чемпион Республики и призёр Всесоюзных соревнований по вольной борьбе, самбо и национальной борьбе «казакша курес», Мастер спорта СССР.
После окончания института в 1969 году работал журналистом в областной газете, на телевидении, областном Комитете комсомола, заместителем председателя горисполкома.
Литературной работой занялся в 1967 году.
Первая книга рассказов «Жажда» вышла в Алма-Ате в 1975 году.
В 1975-1977 учился на Высших литературных курсах при Литературном институте им. М.Горького.
С 1975-1991 работал в Союзе Писателей СССР в должности ответственного секретаря по казахской литературе.
1992 — создал Фонд «Детям — жертвам ядерных испытаний», занялся творческой работой.
1993 — в Республиканской телекомпании «Казахстан» создал программу «Мир Абая».
1994-96 — Советник Президента Республики Казахстан.
1995 — открыл в Лондоне независимый культурный центр «Дом Абая».
2000 — основал в г. Семипалатинске «Международный клуб Абая», журнал «Аманат» — литература народов
мира.
2012 — Директор  Института литературы народов мира при Национальном Казахском университете им. Аль-Фараби, «Международного клуба Абая».
Президент «Международного клуба Абая», Председатель Совета журнала «Аманат».

### Творческая деятельность
Московская пора жизни для писателя была творчески насыщенной. Его первая книга рассказов на русском языке вышла в Москве в издательстве «Молодая гвардия» в 1978 году с предисловием Даниила Гранина.
В том же году молодой писатель за книгу рассказов и повестей «Ищу себя» стал лауреатом премии Ленинского Комсомола Казахстана. В 1975 Лауреатом Всесоюзного конкурса молодых драматургов, лауреатом премии Союза писателей СССР и ВЦСПС СССР в 1982.
Его роман «Каракат повесть», вышедший в 1986 году, повествующий о жизни в заключении, принес ему славу. В Москве за один год роман вышел в двух крупнейших издательствах двухмиллионным тиражом. Сотни писем из городов и сёл Советского союза от матерей и отцов, чьи дети отбывали сроки наказания, сотни писем от самих заключенных.
После распада Советского Союза писатель переехал из Москвы в Казахстан.

### Год Абая в Лондоне
1995 год был объявлен ЮНЕСКО Годом Абая. В  год 150-летия со дня рождения  великого казахского поэта, философа, композитора Абая отмечалось  на международном уровне в рамках программы ЮНЕСКО. Накануне  грандиозного  события в культурной жизни страны писатель открыл в Лондоне Дом Абая — культурный центр Казахстана в Великобритании.
В 2000 году Роллан вернулся в Казахстан и открыл  «Международный клуб Абая», журнал «Аманат» — литература народов мира и его приложение  200-томную библиотеку.  В 2005 году учредил Издательский Дом “R.S."

## Публикации о жизни и деятельности
Г. Алексеева. «Поэзия в прозе Р.Сейсенбаева». Москва // Труд, 1981.
Л. Анненский.  «Что такое хорошо».   Москва: Литературная газета // 1981.
Е. Сидоров. «Всего одна ночь Роллана Сейсенбаева». Москва // Новый мир //1983.
В. Рзаев. «Мужественная проза  войны Роллана Сейсенбаева. Москва// Юность, 1985.
О. Сулейменов.  «Нетерпение». Предисловие к книге Р. Сейсенбаева «Возвращение». Жазушы.   Алматы// 1989.
Р. Джангужин. «Еще заживем». Алматы//  Простор, 1992.
К. Байгужинов.   «Я выступаю против этой серости»// Иртыш. - 1992. - 15 авг.
С. Мустафина. «Избран во Всемирную академию»// Иртыш. - 1994. - 22 июня.
Г. Гачев.     «Отчаяние Роллана Сейсенбаева»// Казахстанская правда. - 1994. - 30 авг.
Н. Алексеев.  «Поэзия - властитель языка»//Иртыш. - 1995. - 10 окт
Р. Нуршаева.  «Роллан Сейсенбаев о неразделенной любви к Родине и неизданных пока книгах»// Экспересс. - 1996. -
9 апр.
С.Нестеренко    «Планов у Роллана много»// «Меценат». Рудный Алтай - 1996. - 17 июля.
Р. Сейсенбаев Р. «Боль и надежда Роллана Сейсенбаева»: [Беседа с писателем;в т.ч. биогр. и творчество]// Рудный Алтай.- 1999.-9 нояб.,фото
В. Сысоев .   «Культура и государство - великий союз»// Арна. - 2000. - 28 янв.
Ф.Гайнуллина. «Литература Семипалатинского Прииртышья»: Учебное пособие.- Семипалатинск: Б. и., 2002.- 132 с.: портр.
Г. Гачев .     «Национальные образы мира Центральная Азия: Казахстан, Киргизия. Космос Ислама (интеллектуальные путешествия)».- М.: Издательский сервис, 2002.- 784 с.
Т.Фроловская .  "Амаnat"-территория культуры// Наше дело.- 2003. - 18 апр. - С. 8
Г.Рахметова. Пока не напишу о "забытом", не умру: Беседа с автором нового романа "Мертвые бродят в песках" (с Р.Сейсенбаевым) // Рудный Алтай.- 2003. - 1 июля. - С. 9
Г. Рахметова. Пять интервью из страны тайфунов
(с Р.Сейсенбаевым)// Рудный Алтай.- 2005. - 27 янв. - С. 4
А. Белякина.   Завет, не подвластный времени [Текст] /Белякина А.// Наше дело.- 2006. - 26 янв. - С. 7
В. Бадиков.   «Во имя всеобщего бытия» // www.litgazeta-kz.com, 2007
У.Абдыханов. « Художественное отражение Роллана Сейсенбаева проблем образования XX века».  ММНПК, Прага, Чехословакия.2009 “Aktualny Vinozerjtsi Vedi@-”
Р.Мир-Хайдаров. «На всем стоит тавро – проверено временем!»// http://www.mraul.ru/Amanat.htm, Москва, 2010г.
Р. Мир-Хайдаров.    «Роллан және «Аманат «// Ақтөбе газеті, 10 ақпан 2011 
Ш.Омарова. «Жанрово-стилевое своеобразие творчества Р.Сейсенбаева», Докторская диссертация. Алматы// 2011
С. Кинеев  «Роллан Победоносец»//http:// camonitor.com/archives/1269, 09.12.2011
П. Троценко   Р. Сейсенбаев: «Самое страшное – жить во лжи» // Эврика, №24(937), 13 июня, 2012г.
П. Троценко   «Роллан Сейсенбаев: «В Америке меня встречают как Хэммингуэя»// https://web.archive.org/web/20130118002115/http://uralsk.info/novosti/uralsk/moigorod/rolan-seisenbaev-v-amerike-menja-vstrechayut-kak-hyeminguyeja.html, 14 июня 2012
Р. Джангужин. «Код» Роллана Сейсенбаева (тезисы незавершенного исследования)// Казахстанская правда, № 297 (27116-27117) 5.09.2012
У. Абдыханов.  «Духовные искания героев Р. Сейсенбаева» //http://www.rusnauka.com/
П. Троценко   «Писатель Роллан Сейсенбаев: Запад хочет купить наши души»//http://www.zakon.kz/
П. Троценко.    «Дети Темиртау о родном городе» // http://temirtau.kz/index.php?option=com_content&task=view&id=20&Itemid=3 (недоступная+ссылка)
Р. Мир-Хайдаров.  «Уақыт дәлелдеген ақиқат»//Ақтөбе газеті, №116-117(19652-19653), 13 қыркүйек 2012ж., 25б.
Г. Шаинова.   «Мифологизм прозы Р. Сейсенбаева».- Алматы// 2008
Г. Сәрсеке.   «Р. Сейсенбаев шығармаларындағы кейіпкерді мінездеуші тілдік-стильдік тәсілдер» : Филол. ғылымд. канд. ғылыми дәрежесін алу үшін дайынд. дис. - Алматы: [Б. ж.], 1998.- 166 б.
Г. Бельгер. «Тропа Роллана». «Портрет Роллана». МКА, Алматы// 2012
Г. Гачев. «Джигит и гражданин». «Портрет Роллана». МКА, Алматы// 2012
М. Ауэзов. «О творчестве Роллана Сейсенбаева».  «Портрет Роллана». МКА, Алматы// 2012
М. Кузин. «Портрет Ролана». «Портрет Роллана». МКА, Алматы// 2012
М. Коныров. « Три дня с Ролланом». «Портрет Роллана». МКА, Алматы// 2012
А. Белякина. «Неистовый Роллан». «Портрет Роллана». МКА, Алматы// 2012
А. Ким. «Духовная, человеческая неистовость Роллана». «Портрет Роллана». МКА, Алматы//
2012
Е. Курманбаев. « Сокровенные тайны Роллана Сейсенбаева».  «Сага Роллана». Международный клуб Абая. Алматы//2012.
Е. Зейферт. «Полиэтническая колыбель  Роллана Сейсенбаева». «Сага Роллана». Международный клуб Абая. Алматы//2012.
З. Чумакова.  «Звезда первой величины».   «Сага Роллана». Международный клуб Абая. Алматы//2012.
А. Байгалиев. « Верный рыцарь Слова» . «Сага Роллана». Международный клуб Абая. Алматы//2012.
С. Кинеев.  «Два признания Роллану Сейсенбаеву».   «Сага Роллана» Международный клуб Абая. Алматы//2012.
В. Шамшиев. «Некролог по скончавшейся  после долгой и продолжительной болезни литературе или о последнем Нобелевском лауреате».    «Сага Роллана». Международный клуб Абая. Алматы//2012.
Г. Бельгер» Народная сага Роллана».  «Сага Роллана». Международный клуб Абая. Алматы//2012.
А. Арцишевский. «Апокалипсис от Роллана Сейсенбаева». «Сага Роллана». Международный клуб Абая. Алматы//2012.
С. Сулеймен. «Разговор с Богом». «Сага Роллана». Международный клуб Абая. Алматы//2012.
Т. Журтбай. «Ел үшін елжіреген жүрек». «Сага Роллана». Международный клуб Абая. Алматы//2012.
А. Мамбетов. « Надежный Роллан». «Сага Роллана». Международный клуб Абая. Алматы//2012.
С. Галицкий. «Бунт свободного духа».  «Сага
Роллана». Международный клуб Абая. Алматы//2012.
Т. Узденов. «Пронзительный труд души». «Сага Роллана». Международный клуб Абая. Алматы//2012.
А. Сахариев.» Мой учитель». «Сага Роллана». Международный клуб Абая. Алматы//2012.

## Награды и звания
- 2016 — Орден Достык ІІ степени РК [1]
- 2006 — Офицер ордена Заслуг перед Республикой Польша (Польша)[2]

- Государственные награды:

1968 — Медаль «За освоение целинных и залежных земель».
1969 — Почетная Грамота ЦК ЛКСМ Казахстан.
1972 — Почетная Грамота Президиума Верховного Совета Казахской ССР.
1973 — Почетная Грамота Центрального Комитета ВЛКСМ
1986 — Орден «Знак Почёта».
Премии:
2008-Ибрагимов Нұрсұлтан
1975 — Лауреат Всесоюзного Конкурса  Молодых
драматургов на лучшую пьесу о современнике. Союза писателей СССР и ЦК ВЛКСМ.
1978 — Лауреат Премии Ленинского Комсомола Казахстана.
1982 — Лауреат премии ВЦСПС и Союза писателей за роман «Если хочешь жить».
2008 — Лауреат Независимой Премии бизнесменов Казахстана «Тарлан».
Почетные научные звания:
Почетный профессор Восточно-Казахстанского Государственного Университета (2005 г.).
Почетный профессор Восточно-Казахстанского Технического Университета  (2006 г.)
Почетный профессор Семипалатинского Государственного Университета (2008 г.)
Почетный профессор Казахско-Русского Университета Актюбинска (2012 г.)
Академик Всемирной Академии Культуры и Искусства (1995 г.)
Член Международной группы издателей «Мотовун» (1995 г.)
Почетный гражданин:
Почетный гражданин города Санта-Марина (США, 1983 г.).
Почетный гражданин города Семипалатинска (1986 г.)
Награды иностранных государств:
За вклад в мировую культуру  награждён:
«Золотой Офицерский Крест» Республики Польша (2006 г.).
«Большой Золотой Рыцарский Крест» Республики Венгрия (2006 г.)
«Орден Дружбы» Республики Куба (2006 г.).